# Гошталек, Максимилиан
Максимилиан Гошталек из Яворжице (чеш. Maxmilián Hošťálek z Javořice; 1564, Жатец, Чешское королевство — 21 июня 1621, Прага, Чешское королевство) — чешский политический деятель, приматор города Жатец. Примкнул к антигабсбургскому восстанию 1618 года, стал членом Директории, после поражения был казнён на Староместской площади вместе с 26 своими товарищами.

## Биография
Семья Гошталков жила в Жатце по крайней мере с 1510-х годов: Йиржик Готшалек упоминается в документах 1519 года как владелец земельного участка и член городского совета, а в 1530 году он обзавёлся гербом, на котором был изображён олень с вонзившейся в горло стрелой. Тогда же появилось и прибавление к фамилии — «из Яворжице». Сын Йиржика Зикмунд, в юности учившийся в Виттенбергском университете, тоже стал членом городского совета, а благодаря женитьбе на Катержине Велиховской обрёл значительные земельные владения в окрестностях Жатца. Во второй половине 1550-х годов он овдовел и женился во второй раз, на Анне Бальбиновой из Ворличны. Старшим ребёнком от этого брака стал Максимилиан.
Дата рождения Максимилиана устанавливается на основе сохранившихся судебных документов: в 1583 году Готшалек упоминается в них как несовершеннолетний, а год спустя оказывается полноправным участником слушаний. Поскольку совершеннолетие тогда наступало в 20 лет, годом рождения оказывается 1564. Готшалек пережил эпидемию чумы 1582—1583 годов, унёсшую жизни девяти его близких родственников, и стал единственным мужчиной в роду, сосредоточив в своих руках большую часть семейной собственности. В 1591 году он женился на Катерине Елишчиновой, принадлежавшей к одной из богатейших семей Жатца. В этом браке родились девять детей, из которых до взрослого возраста дожили трое. В 1605 году Гошталек овдовел, позже женился во второй раз, на Дороте Чиновской, и стал отцом ещё шести детей. После 1591 года он был одним из 24 городских старост, с 1599 года — членом городского совета, в 1606 и 1607 годах избирался старейшиной гильдии суконников. В 1610 году Гошталек стал приматором Жатца.
Во внутриполитической борьбе Гошталек примкнул к лютеранской сословной оппозиции Габсбургам. На провинциальном собрании 8 июня 1617 года вместе с Валентином Коханом он потребовал предоставления Жатцу свобод в соответствии с «Грамотой величества», вскоре его лишили из-за этого должности приматора и (предположительно) места в городском совете. Когда началось восстание, Гошталека избрали в новое чешское правительство, Директорию. Известно, что он не принимал активного участия в работе этого органа; впоследствии, на допросах, он даже говорил, что ничего не знает об обсуждавшихся в Директории вопросах.
После подавления восстания Гошталек был арестован в Жатце (предположительно 28 февраля 1621 года). Его обвинили по трём пунктам: участие в избрании королём Фридриха Пфальцского, подписание конфедерации и покупка деревни Гржишков, конфискованной у монастыря. Гошталек был приговорен к смертной казни и конфискации имущества и был обезглавлен 21 июня 1621 года на Староместской площади. Его голову выставили на всеобщее обозрение на Пражских воротах в Жатце.
Вдова Гошталека позже приняла католичество и вышла замуж во второй раз — за Криштофа Пока. Она умерла в 1640 году, во время эпидемии чумы, вместе с сыном Александром и дочерью Юдитой. Сыновья Гошталека от первого брака Максимилиан и Киприан сражались против Габсбургов в составе саксонской армии, в 1631 году ненадолго вернулись в Жатец и похоронили череп отца; однако годом позже, когда саксонцы отступили, череп вернулся на ворота. Только в 1637 году сын Гошталека от второго брака Ян Зикмунд, служивший в австрийской армии, добился разрешения похоронить отцовские останки.